# Darcy Downs
Darcy Downs (ur. 26 sierpnia 1968) – kanadyjski narciarz, specjalista narciarstwa dowolnego. Jego największym sukcesem złoty medal w kombinacji wywalczony podczas mistrzostw świata w Iizuna. Ponadto zdobył także srebrny medal w tej samej konkurencji na mistrzostwach świata w La Clusaz. Nigdy nie startował na igrzyskach olimpijskich.
Najlepsze wyniki w Pucharze Świata osiągnął w sezonie 1996/1997, kiedy to triumfował w klasyfikacji generalnej, a w klasyfikacji kombinacji był drugi. W sezonie 1993/1994 był trzeci w klasyfikacjach generalnej i kombinacji. W sezonach 1992/1993 i 1994/1995 był drugi w klasyfikacji kombinacji.
W 1998 r. zakończył karierę.

## Osiągnięcia

### Mistrzostwa świata
| Miejsce | Dzień     | Rok  | Miejscowość | Konkurencja        | Zwycięzca          |
| ------- | --------- | ---- | ----------- | ------------------ | ------------------ |
| 5.      | 11 marca  | 1993 | Altenmarkt  | Kombinacja         | Siergiej Szuplecow |
| 28.     | 12 marca  | 1993 | Altenmarkt  | Balet              | Fabrice Becker     |
| 59.     | 13 marca  | 1993 | Altenmarkt  | Jazda po muldach   | Jean-Luc Brassard  |
| 26.     | 14 marca  | 1993 | Altenmarkt  | Skoki akrobatyczne | Philippe LaRoche   |
| 2.      | 16 lutego | 1995 | La Clusaz   | Kombinacja         | Trace Worthington  |
| 10.     | 17 lutego | 1995 | La Clusaz   | Balet narciarski   | Rune Kristiansen   |
| 17.     | 19 lutego | 1995 | La Clusaz   | Skoki akrobatyczne | Trace Worthington  |
| 1.      | 6 lutego  | 1997 | Iizuna      | Kombinacja         | -                  |
| 10.     | 7 lutego  | 1997 | Iizuna      | Balet narciarski   | Fabrice Becker     |

#### Miejsca w klasyfikacji generalnej
- sezon 1991/1992: 59.
- sezon 1992/1993: 18.
- sezon 1993/1994: 3.
- sezon 1994/1995: 4.
- sezon 1995/1996: 77.
- sezon 1996/1997: 1.
- sezon 1997/1998: 10.

#### Miejsca na podium
1. Tignes – 12 grudnia 1992 (Kombinacja) – 3. miejsce
2. Whistler Blackcomb – 10 stycznia 1993 (Kombinacja) – 2. miejsce
3. Breckenridge – 17 stycznia 1993 (Kombinacja) – 2. miejsce
4. Lake Placid – 23 stycznia 1993 (Kombinacja) – 3. miejsce
5. La Plagne – 26 lutego 1993 (Kombinacja) – 1. miejsce
6. La Plagne – 27 lutego 1993 (Kombinacja) – 3. miejsce
7. Lillehammer – 28 marca 1993 (Kombinacja) – 2. miejsce
8. Breckenridge – 16 stycznia 1994 (Kombinacja) – 1. miejsce
9. Lake Placid – 22 stycznia 1994 (Kombinacja) – 1. miejsce
10. La Clusaz – 4 lutego 1994 (Kombinacja) – 1. miejsce
11. Hundfjället – 9 lutego 1994 (Kombinacja) – 3. miejsce
12. Whistler Blackcomb – 8 stycznia 1995 (Kombinacja) – 1. miejsce
13. Breckenridge – 15 stycznia 1995 (Kombinacja) – 2. miejsce
14. Le Relais – 21 stycznia 1995 (Kombinacja) – 2. miejsce
15. Lake Placid – 28 stycznia 1995 (Kombinacja) – 2. miejsce
16. Oberjoch – 4 lutego 1995 (Kombinacja) – 2. miejsce
17. Altenmarkt – 9 lutego 1995 (Balet narciarski) – 3. miejsce
18. Breckenridge – 25 stycznia 1997 (Kombinacja) – 2. miejsce
19. Breckenridge – 26 stycznia 1997 (Skoki akrobatyczne) – 2. miejsce
20. Altenmarkt – 8 marca 1997 (Kombinacja) – 1. miejsce
21. Hundfjället – 14 marca 1997 (Skoki akrobatyczne) – 1. miejsce
22. Hundfjället – 14 marca 1997 (Kombinacja) – 2. miejsce

- W sumie 7 zwycięstw, 10 drugich i 5 trzecich miejsc.